# Усть-Середньоканська ГЕС
Усть-Середньоканська ГЕС — гідроелектростанція, що будується на річці Колима, в Ягоднинському районі Магаданська область, Росія. Входить до Колимського каскаду ГЕС, складаючи його другу, нижню ступінь. Будівництво Усть-Средньоканської ГЕС ведеться в суворих кліматичних умовах з 1991 року, пуск перших гідроагрегатів здійснено у 2013. На середину 2010-х будівництво Усть-Средньоканської ГЕС здійснюється ВАТ «РусГідро».

## Конструкція станції
Конструктивно Усть-Середньоканська ГЕС є потужною греблеву середньонапірну гідроелектростанцію. Споруди ГЕС поділяються на бетонну греблю, земляну греблю, будівлю ГЕС, виробничо-технологічний комплекс (ВТК). Встановлена потужність електростанції — 570 МВт, гарантована потужність — 132 МВт, середньорічне вироблення електроенергії — 2555 млн кВт·год.

### Гребля
Напірний фронт Усть-Середньоканської ГЕС загальною довжиною 2490 м включає в себе земляну і бетонну греблі. Земляна гребля відсипається з піщано-гравійного ґрунту, має протифільтраційні елементи у вигляді ядра і понур з суглинисто-супіщаного ґрунту. Довжина греблі — 2100 м, максимальна висота — 66 м. У верховий клин греблі вписана першочергова земляна гребля висотою 33,5 м (відмітка гребеня 260,5 м), що створює мінімальний натиск для тимчасової роботи перших двох гідроагрегатів ГЕС на змінних робочих колесах].
Бетонна гребля загальною довжиною 325 м складається з водоскидної греблі, станційної греблі, глухої греблі. Сполучення з земляною греблею здійснюється за допомогою бетонного зпрягаючої підвалини довжиною 70 м, що включає в себе бетонну шпору, верхову і низову підпірні стіни. У підмурівку бетонної греблі розміщується протифільтраційна цементаційна завіса глибиною 25 м (на ділянці тектонічних порушень — до 100 м). На ділянках з вічномерзлими ґрунтами завіса влаштовується після попереднього електровідтаювання мерзлих порід.
Водоскидна гребля гравітаційного типу, завдовжки 150 м і заввишки 74 м, з 10 глибинними отворами розміром 6 × 12 м, забезпечує пропуск витрат до 17200 м³/с (забезпеченість 0,01 %). Гасіння енергії потоку води, що скидається проводиться у водобійних колодязях довжиною 168,5 м і шириною 147 м. Станційна гребля, довжиною 96 м, висотою 70 м, шириною по базі 57 м, включає в себе водоприймальник з 4 секцій з отворами 11,7 × 9 м, які переходять в металеві напірні водогони діаметром 7,6 м. Глуха бетонна гребля завдовжки 105 м гравітаційного типу, сполучає напірний фронт з правим берегом.
Напірні споруди ГЕС повинні утворити Усть-Середньоканське водосховище площею 265 км², повним та корисним об'ємом 5,4 і 2,57 км³ відповідно. Відмітка нормального підпірного рівня (НПУ) — 290 м, тимчасова пускова позначка — 254,5 м, рівень мертвого об'єму — 278 м. При створенні водосховища затоплюється 40 га сільгоспугідь, переселення населення не потрібно.

### Станційний вузол
Будівля гідроелектростанції пригребельного типу, довжина машинного залу 138 м і ширина 26 м, довжина монтажного майданчика 36 м, відстань між осями агрегатів 22,5 м. У будівлі ГЕС мають бути встановлені 4 вертикальних гідроагрегати зонтичного типу потужністю по 142,5 МВт кожен, з радіально-осьовими турбінами РВ 115/0910-В-580, що працюють при розрахунковому напорі 58,4 м (максимальному 62 м). Перші дві турбіни вводяться в роботу на тимчасових змінних робочих колесах, призначених для роботи в діапазоні напорів 24—46 м, зі зменшеною потужністю; до моменту наповнення водосховища до проєктної позначки тимчасові робочі колеса мають бути замінені на постійні. Турбіни будуть приводити в дію гідрогенератори СВ 1258 / 172-60УХЛ4, що виробляють електроенергію на напрузі 15,75 кВ. Виробник гідротурбін — Ленінградський металевий завод, гідрогенераторів — завод «Електросила»(обидва підприємства входять до концерну «Силові машини»). Відпрацьована на турбінах вода скидається у відвідний канал шириною 105 м, відокремлений від водобійного колодязя роздільною стінкою.
З генераторів електроенергія передається на 4 підвищуючі трансформатори, розташованих в пазусі між станційною греблею і будівлею ГЕС. До будівлі ГЕС примикає виробничо-технологічний комплекс, що складається з трьох блоків: блок КРУЕ 220 кВ, адміністративно-господарський блок і будівля експлуатаційних служб. Видача потужності Усть-Середньоканської ГЕС в енергосистему Магаданської області має здійснюватися з комплектного розподільного пристрою (КРП) закритого типу по ВЛ 220 кВ протяжністю 36 км до підстанції «Оротукан». У перспективі планується будівництво ще однієї ПЛ 220 кВ, Усть-Середньоканська ГЕС — Дукат завдовжки 219 км.
Експлуатація станції буде здійснюватися вахтовим методом. Для тимчасового проживання експлуатаційного персоналу передбачено будівлю експлуатаційних служб готельного типу на 120 осіб.

## Економічне значення
Введення в дію Усть-Середньоканської ГЕС, як планується, дасть змогу:
- збільшити в 1,5 раза (на 102 МВт) зимову гарантовану потужність і вироблення Колимської ГЕС;
- в перспективі збільшити гарантовану зимову потужність Колимського каскаду до 430 МВт шляхом підвищення НПР на Колимській ГЕС на 1,5 м при мінімальних витратах;
- створити передумови для розвитку гірничодобувних підприємств, в першу чергу — золотодобувних (як основний споживач електроенергії розглядається споруджуваний Наталкинський ГЗК);
- перемкнути на Усть-Середнеканську ГЕС регулювання судноплавних скидань, що дозволить зняти обмеження на режими роботи Колимської ГЕС;
- збільшити надійність енергопостачання Магаданської області, забезпечити енергетичну безпеку регіону, в зимовий період станція братиме участь у добовому і тижневому регулюванні навантаження центрального енерговузла Магаданенерго, підтримувати постійну частоту і виконувати функції аварійного резерву в енергосистемі;
- відмовитися від будівництва нових теплових електростанцій, скоротити споживання привізного палива і за рахунок цього поліпшити екологічний стан регіону;
- знизити зростання тарифів на електроенергію в Магаданській області за рахунок зниження собівартості її виробництва;
- створити нові робочі місця, скоротити відтік населення, поліпшити соціальну обстановку в регіоні;
- поліпшити якість життя населення за рахунок переведення котелень на електроопалення та гаряче водопостачання.

## Екологічні наслідки
Вплив Усть-Середньоканської ГЕС на навколишнє середовище оцінюється як обмежене. Режим роботи водосховища передбачає його заповнення в зимовий період збільшеними (у порівнянні з природними значеннями стоку річки) скидами з Колимської ГЕС і сработку в літній (паводковий) період, що дозволить мінімізувати вплив водосховища на водний режим в нижньому б'єфі та зменшити такий вплив Колимського водосховища. Проєктом передбачена повна лесоочищення ложа водосховища. Усть-Середньоканське водосховище, діючи як відстійник, сприятиме поліпшенню якості води в Колимі, що прямує з гірничодобувних підприємств. Нижче ГЕС в зимовий період очікується утворення незамерзаючої ополонки протяжністю 10-25 км, не надає істотного негативного впливу на здоров'я людей унаслідок відсутності в цьому районі постійного населення. Прохідні лососеві риби в Колиму не заходять, нерестовища більшості цінних напівпрохідних видів риб (сибірський осетер, пелядь, чир, муксун і тощо) розташовані значно нижче створу ГЕС.